# Symmerista odontomys
Symmerista odontomys är en fjärilsart som beskrevs av Dyar 1919. Symmerista odontomys ingår i släktet Symmerista och familjen tandspinnare. Inga underarter finns listade i Catalogue of Life.